# ステファン・スチェポビッチ
ステファン・シュチェポヴィッチ（Стефан Шћеповић, Stefan Šćepović、1990年1月10日 - ）は、セルビア出身の元同国代表サッカー選手。セルビア・スーペルリーガ・OFKベオグラード所属。ポジションはFW。Jリーグ時代の登録名はステファン。

## クラブ経歴

### 初期
2007年、地元クラブであるOFKベオグラードでプロキャリアをスタート。
2010年1月、UCサンプドリアに買取オプション付きのレンタルで加入。
2009-10シーズン終了後、ユヴェントスFCとクラブ・ブルッヘが獲得に興味を示したが、最終的に後者に移籍した。

### クラブ・ブルッヘ
2010年7月、以前から噂のあったクラブ・ブルッヘに移籍。シーズン前半はゴール欠乏症に苦しみ、冬の移籍ウインドーでKVコルトレイクにレンタル移籍した。

### パルチザン
2012年6月8日、セルビアに帰国しパルチザン・ベオグラードと2年契約を結んだ。

### ヒホン
2013年7月、スポルティング・デ・ヒホンとバイアウト条項付きの3年契約を結んだ。9月のセグンダ・ディビシオン開幕から5戦連続でゴールを決めるクラブ初の快挙を達成し、この活躍からリーグ月間MVPを獲得した。
2014年1月、スペインの大手日刊紙マルカがセグンダ・ディビシオンの前半戦最優秀選手に選出した。
2014年2月6日、4年総額100万ユーロの新契約を締結。

### セルティック
2014年9月2日、移籍金230万ユーロでセルティックFCに移籍。11日後のアバディーンFC戦で移籍後初出場。10月23日、UEFAヨーロッパリーグのアストラ・ジュルジュ戦で移籍後初ゴール。3日後のキルマーノックFC戦でフリーキックからリーグ初ゴールを挙げた。
2015年3月15日のスコティッシュリーグカップ決勝では出番はなかったが、ベンチから優勝を見届けた。5月24日のインヴァネス・カレドニアン・シッスルFCでゴールを決め、クラブのリーグ4連覇に貢献した。

### ヘタフェ
2015年8月31日、1シーズンのレンタルでヘタフェCFに加入。
2016年6月28日、ヘタフェCFに完全移籍。
2017年7月12日、古巣ヒホンに1シーズンのレンタルで加入。16試合で4ゴールを記録したが、2018年1月31日 にレンタル打ち切りとヴィデオトンFC移籍が発表された。

### FC町田ゼルビア
2020年1月8日、エクストラクラサのヤギエロニア・ビャウィストクからJ2リーグのFC町田ゼルビアに完全移籍することが発表された。

### マラガCF
2021年3月12日、マラガCFと契約した。

## 代表歴
2012年2月29日に開催されたキプロス代表との親善試合でセルビア代表デビュー。2013年10月15日に開催された2014 FIFAワールドカップ・ヨーロッパ予選グループAのマケドニア戦で代表初ゴールをマーク。

## 人物
- 実父はパルチザン・ベオグラードなどでストライカーとして活躍したスラジャン・シュチェポヴィッチ。実弟は同じくストライカーでセルビア代表歴もあるマルコ・シュチェポヴィッチ。

- 2012年6月のパルチザン・ベオグラード移籍と同日に結婚を発表[26]。

- クラブ・ブルッヘ時代は全く活躍できず、ブリュッセル郊外のアフリゲムで誤って浴室に閉じ込められたことが最大のインパクトだった、とメディアに皮肉られた[27]。

## 所属クラブ
- 2008年 - 2010年  OFKベオグラード
  - 2008年  FKムラディ・ラドニク1926（期限付き移籍）
  - 2009年  FKソポト（期限付き移籍）
  - 2010年  UCサンプドリア（期限付き移籍）
- 2010年 - 2011年  クラブ・ブルッヘ
  - 2011年  KVコルトレイク（期限付き移籍）
- 2011年 - 2012年  ハポエル・アクレFC
- 2012年 - 2013年  パルチザン・ベオグラード
  - 2013年  FCアシュドッド（期限付き移籍）
- 2013年 - 2014年  スポルティング・デ・ヒホン
- 2014年 - 2016年  セルティックFC
  - 2015年 - 2016年  ヘタフェCF（期限付き移籍）
- 2016年 - 2018年  ヘタフェCF
  - 2017年 - 2018年  スポルティング・デ・ヒホン（期限付き移籍）
- 2018年 - 2019年  ヴィデオトンFC
- 2019年  ヤギエロニア・ビャウィストク
- 2020年  FC町田ゼルビア
- 2021年  マラガCF
- 2021年 - 2023年  AELリマソール
- 2023年  ブリスベン・ロアーFC
- 2023年 - 2024年  ムアントン・ユナイテッドFC

## Jリーグでの個人成績
| 国内大会個人成績 | 国内大会個人成績 | 国内大会個人成績 | 国内大会個人成績 | 国内大会個人成績 | 国内大会個人成績 | 国内大会個人成績 | 国内大会個人成績 | 国内大会個人成績 | 国内大会個人成績 | 国内大会個人成績 | 国内大会個人成績 |
| 年度             | クラブ           | 背番号           | リーグ           | リーグ戦         | リーグ戦         | リーグ杯         | リーグ杯         | オープン杯       | オープン杯       | 期間通算         | 期間通算         |
| 年度             | クラブ           | 背番号           | リーグ           | 出場             | 得点             | 出場             | 得点             | 出場             | 得点             | 出場             | 得点             |
| 日本             | 日本             | 日本             | 日本             | リーグ戦         | リーグ戦         | リーグ杯         | リーグ杯         | 天皇杯           | 天皇杯           | 期間通算         | 期間通算         |
| ---------------- | ---------------- | ---------------- | ---------------- | ---------------- | ---------------- | ---------------- | ---------------- | ---------------- | ---------------- | ---------------- | ---------------- |
| 2020             | 町田             | 9                | J2               | 31               | 1                | -                | -                | -                | -                | 31               | 1                |
| 通算             | 日本             | 日本             | J2               | 31               | 1                | -                | -                | -                | -                | 31               | 1                |
| 総通算           | 総通算           | 総通算           | 総通算           | 31               | 0                | -                | -                | -                | -                | 31               | 0                |

## 代表歴

### 試合数
- 国際Aマッチ 8試合 1得点（2012年-2014年）[28]

| セルビア代表 | 国際Aマッチ | 国際Aマッチ |
| 年           | 出場        | 得点        |
| ------------ | ----------- | ----------- |
| 2012         | 4           | 0           |
| 2013         | 3           | 1           |
| 2014         | 1           | 0           |
| 通算         | 8           | 1           |

## タイトル
セルディック
- スコティッシュ・プレミアシップ (1): 2014–15
- スコティッシュリーグカップ (1): 2014–15

個人
- セグンダ・ディビシオン月間MVP: 2013年9月